# FORESTNAUTS RECORDS
FORESTNAUTS RECORDS（フォレストノーツ・レコーズ）は、仙台に拠点を置くインディーズ系レコードレーベル。DJ/プロデューサーである鈴木真一が設立した。主にクロスオーバー（ジャズ）やハウス系のアーティストが所属している。

## 所属アーティスト
- Satokolab
- Weekenders
- antennasia

その他、FreeTEMPOやRaclaも同レーベルからCDを出している。

## その他
- FORESTNAUTS の "forest" は「森（杜）」、"-naut" は「航海する者」の意味。仙台が「杜の都」と呼ばれ、astronaut が「宇宙飛行士」の意味であることとの関連があると見られる。